# كيم هارتمان
كيم هارتمان (بالإنجليزية: Kim Hartman)‏ هي ممثلة بريطانية، ولدت في 11 يناير 1952 في هامرسميث في المملكة المتحدة.

## وصلات خارجية
- الموقع الرسمي
- كيم هارتمان على موقع IMDb (الإنجليزية)
- كيم هارتمان على موقع روتن توميتوز (الإنجليزية)
- كيم هارتمان على موقع ميوزك برينز (الإنجليزية)
- كيم هارتمان على موقع أول موفي (الإنجليزية)
- كيم هارتمان على موقع قاعدة بيانات الفيلم (الإنجليزية)